# Nguyễn Thung
Nguyễn Thung (? – 1786) là một trong những thủ lĩnh đầu tiên của nghĩa quân Tây Sơn. Tuy là một phú hào địa phương, nhưng ông có tiếng giỏi chữ nghĩa, góp phần đắc cho phong trào Tây Sơn, được mệnh danh là một trong Tây Sơn lục kỳ sĩ (西山六奇士, 6 người kỳ tài của Tây Sơn).

## Xuất thân
Nguyễn Thung ở thôn Thuận Nghĩa là một thôn trù phú ở sát Kiên Mỹ về phía đông (Kiên Mỹ ở dưới Phú Lạc, Phú Lạc không có chợ. Bến sông đò đậu để buôn trầu gọi là bến Trường Trầu, gọi tắt là bến Trầu, hiện vẫn còn).
Tuy ông là một phú nông song kinh sử đều thông thuộc. Biết võ nghệ, sở trường về môn trường tiên. Ông có trang trại khá đẹp ở vùng Tuy Viễn, quen biết với Nguyễn Nhạc từ lúc anh em Tây Sơn còn thọ giáo thầy Trương Văn Hiến.
Nguyễn Thung có nhiều gia nhân, ban đầu làm ruộng, sau buôn muối; chở hàng lên Tây Sơn Thượng đổi sản phẩm miền núi, đem về đồng bằng bán lấy lời. Tuy là một phú nông song sử kinh đều thông thuộc. Tánh tình hào phóng, nhân hậu, nên rất được lòng mọi người.
Tính ông hào phóng, đãi người rất hậu nên thu phục được nhiều người, trong nhà tân khách luôn luôn tấp nập.
Trong đó có đảng cướp Nhưng Huy và Tứ Linh. Tương truyền, Nhưng Huy lập gánh hát bội nhưng chỉ để dụ người đến xem hát, quên việc tuần phòng, nhân đấy cho thủ hạ đi cướp những nhà giàu; địa bàn hoạt động từ Phú Yên trở vô nên tránh được tai tiếng nơi bản quán là phủ Qui Nhơn.
Nguyễn Thung còn kết nạp được bọn cướp biển Tập Đình, Lý Tài (người Hoa) và một phú thương ở cửa Giả (nay là thành phố Qui Nhơn).
Biết uy tín của Nguyễn Thung rất lớn ở vùng Tuy Viễn, Nguyễn Nhạc tìm cách thuyết phục ông ta về với Tây Sơn trong những ngày trước khởi nghĩa.
Khi Tây Sơn khởi nghĩa, Nguyễn Thung đã đem tất cả tài sản ủng hộ nghĩa quân. Giữ nhiệm vụ vận tải, tiếp tế quân lương, ông được phong Tán Tương Quân vụ, lo ở mặt Bắc, còn Nguyễn Lữ lo mặt Nam.

## Tham gia phong trào Tây Sơn
Năm Tân Mão (1771) đời chúa Định Vương Duệ Tông Nguyễn Phúc Thuần (1765 – 1775), tương đương niên hiệu Cảnh Hưng thứ 32 vua Lê Hiển Tông, mọi người tôn Nguyễn Nhạc làm Tây Sơn Vương.
Nguyễn Nhạc cho dời Tổng hành dinh từ Tây Sơn Hạ lên Tây Sơn Trung (gần chân đèo An Khê). Chia nhân sự làm ba khối:
- Quân sự do Nguyễn Huệ, Trần Quang Diệu, Vũ Văn Dũng và Võ Đình Tú chỉ huy, đóng ở ngọn núi phía bắc, người đời quen gọi là núi ông Bình, nơi đây tổ lò rèn đã sáng chế ra một vũ khí mới gọi là Hỏa hổ.
- Việc hành chánh, ngoại giao, tuyên vận giao cho Võ Xuân Hoài và Trương Mỹ Ngọc đảm nhận.
- Về kinh tế, tài chính có Nguyễn Lữ, Nguyễn Thung và Bùi Thị Xuân chuyên trách.

Cơ sở kinh doanh Trường Trầu, Nguyễn Nhạc giao cho vợ cả là Trần Thị Huệ quản lý để kinh tài cho tổ chức. Vấn đề quân lương, ngoài những trung tâm sản xuất có sẵn như đồng Hưu (ở Phú Phong), đồng Vụ (Trinh Tường), đồng Quang (Thuận Ninh) thuộc Tây Sơn Hạ, còn có cánh đồng Thượng Giang ở Tây Sơn Trung.
Nguyễn Nhạc còn cho phá rừng Mộ Điểu ở Tây Sơn Thượng thành đồng lúa màu mỡ, rộng hàng nghìn mẫu, giao cho người vợ thứ, con của vị đầu mục người Bana, cai quản, ngày nay nơi đây còn mang tên gọi là đồng Cô Hầu.
Năm 1773, theo Chính biên liệt truyện (quyển 30, trang 2b và 3a) Nguyễn Nhạc tự xưng là Đệ nhất trại chủ, Nguyễn Thung làm Đệ nhị trại chủ và Huyền Khê làm Đệ tam trại chủ. Sau khi đứng vững ở địa bàn ấp Tây Sơn, năm sau, cuộc khởi nghĩa lan rộng và nghĩa quân đã thắng một số trận chống lại quân chúa Nguyễn được phái tới trấn áp cuộc khởi nghĩa.

## Kết cục bi thảm
Năm 1787, xảy ra sự kiện mâu thuẫn giữa anh em Tây Sơn. Nguyễn Thung vì can ngăn Nguyễn Nhạc, sau đó đập đầu vào cột rồng mà chết.